# ジャック・ホッブス (クリケット選手)
サー・ジョン・ベリー・ホッブス（英: Sir John Berry Hobbs、1882年12月16日 - 1963年12月21日 ）は、イングランド・ケンブリッジ出身のクリケット選手。ジャック・ホッブス（英: Jack Hobbs ）として知られている。右投右打。
1905年から1934年までサリーカウンティクリケットクラブで、1908年から1930年までイングランド代表として61回のテスト・クリケットに出場した。ファーストクラス・クリケットで多くの61760ランや199回のセンチュリーを達成した。また右投げのボウラーとしても活躍していた。
クリケットの歴史の中でも屈指のバッツマン（打者）であり、2000年に100人の専門家による委員会によって20世紀を代表する5人のクリケット選手として、ドナルド・ブラッドマン、ガーフィールド・ソバーズ、シェーン・ウォーン、ヴィヴ・リチャーズと共に選出された。2013年にはクリケットのバイブルとして知られるウィズデン・クリケッターズ・アルマナックによって、150年間の歴代ワールドイレブンに選出された。